# John Kim Son-Tae
John Kim Son-Tae (* 15. September 1961 in Yeosan-myeon, Iksan, Südkorea) ist ein südkoreanischer Geistlicher und römisch-katholischer Bischof von Jeonju.

## Leben
John Kim Son-Tae studierte am Priesterseminar in Gwangju Philosophie und Katholische Theologie und empfing am 20. Januar 1989 das Sakrament der Priesterweihe für das Bistum Jeonju.
Nach seelsorglicher Tätigkeit als Kaplan in seiner Heimatdiözese ging er 1992 zum weiteren Studium der Fundamentaltheologie an die Universität Freiburg in der Schweiz. Hier erwarb er zunächst das Lizenziat und wurde 1997 zum Dr. theol. promoviert. Von 1997 bis 2003 und erneut von 2006 bis 2009 war er Direktor des katechetischen Diözesaninstituts in Jeongju. Darüber hinaus war er als Pfarrer in der Seelsorge tätig, zuletzt als Pfarrer der Pfarrei Samcheong-dong in Jeongju.
Am 14. März 2017 ernannte ihn Papst Franziskus zum Bischof von Jeonju. Die Bischofsweihe spendete ihm sein Amtsvorgänger Vincent Ri Pyung-ho am 13. Mai desselben Jahres. Mitkonsekrator war der Erzbischof von Gwangju, Hyginus Kim Hee-jong, und der Bischof von Cheju, Peter Kang U-il.

## Veröffentlichung
- Christliche Denkform: Theozentrik oder Anthropozentrik?. Die Frage nach dem Subjekt der Geschichte bei Hans Urs von Balthasar und Johann Baptist Metz. (Dissertation), Freiburg, Schweiz 1999, ISBN 978-3-7278-1205-7.